# Vaclav Smil
Vaclav Smil, né le 9 décembre 1943 à Plzeň (Protectorat de Bohême-Moravie), est un chercheur et analyste politique canadien d'origine tchèque. En 2006, il a rédigé 23 livres sur différents sujets, dont l'énergie et l'environnement en Chine. Il affirme s'intéresser aux sujets interdisciplinaires.

## Biographie
Vaclav Smil est né pendant la Seconde Guerre mondiale à Pilsen, dans le protectorat de Bohême-Moravie, (actuelle République tchèque), lorsque le régime du Troisième Reich occupait le territoire. Son père était policier et sa mère comptable.
En grandissant dans une ville de montagne isolée de la région de Plzeň, Vaclav Smil coupait du bois quotidiennement pour garder la maison chauffée. Cela lui a fourni une première leçon sur l'efficacité et la densité énergétique. Vaclav Smil a terminé ses études de premier cycle à la Faculté des sciences naturelles de l'université Charles de Prague. Il a suivi 35 cours par semaine, 10 mois par an, pendant 5 ans. Vaclav Smil a déclaré : « Ils m'ont appris la nature, de la géologie aux nuages ». Après l'obtention du diplôme, il a refusé de rejoindre le parti communiste, sapant alors ses perspectives d'emploi, bien qu'il ait trouvé un travail dans un bureau de planification régional.
En 1969, à la suite de l'invasion de la Tchécoslovaquie par les troupes du Pacte de Varsovie et à l'obtention du diplôme de son épouse Eva, ils ont émigré aux États-Unis, quittant le pays quelques mois avant qu'une interdiction de voyage ne soit mise en place et que les Soviétiques ne ferment les frontières. Au cours des deux années suivantes, Vaclav Smil a obtenu un diplôme d'études supérieures du College of Earth and Mineral Sciences de l'université d'État de Pennsylvanie.

## Position sur l'énergie
Smil est sceptique quant à la transition rapide vers les énergies bas carbone, estimant que cela prendra beaucoup plus de temps que beaucoup ne le prédisent. Smil a déclaré « Je ne me suis jamais trompé sur ces problèmes énergétiques et environnementaux majeurs parce que je n'ai rien à vendre », contrairement à de nombreuses entreprises énergétiques et politiciens.
En 2018 il a mentionné que le charbon, le pétrole et le gaz naturel fournissent toujours 90 % de l'énergie primaire mondiale. Malgré des décennies de croissance des nouvelles technologies d'énergie renouvelable, la proportion mondiale d'énergie fournie par les combustibles fossiles a augmenté depuis 2000. Il souligne que « le plus grand défi à long terme du secteur industriel sera de remplacer le carbone fossile utilisé dans la production de fer primaire, de ciment, d' ammoniac et de plastiques » qui représentent 15 % de la consommation totale de combustibles fossiles dans le monde. Il est en faveur de la réduction de la demande de combustibles fossiles grâce aux économies d'énergie, et demande que le prix de l'énergie reflète ses coûts réels, y compris les émissions de gaz à effet de serre.

## Position sur la croissance économique
Il pense que la croissance économique doit cesser, que toute croissance suit une fonction logistique plutôt qu'exponentielle et que les humains pourraient consommer des niveaux beaucoup plus faibles de matériaux et d'énergie,,.

## Position sur COVID-19
À la retraite, Smil écrit régulièrement dans le IEEE Spectrum, une revue technologique publiée par l’IEEE, la principale association professionnelle mondiale d’ingénieurs de l’électricité et de l’électronique. Ses contributions recouvrent un grand éventail de sujets.
En janvier 2021, Smil a publié un commentaire sur l’épidémie de COVID-19 en Suède. Dans son article il prétend qu’un rapport existe entre le taux de mortalité dû au COVID-19 et la présence d’étrangers dans la population.
“There is no doubt that Sweden’s numbers were inflated, in part, by the relatively high share in its population of the foreign born (who are more vulnerable to infection)—a quarter of the people are immigrants, and nearly a third have at least one parent born abroad.”[Traduire passage]
À la suite de l'article de Smil, le IEEE Spectrum a publié une analyse du professeur Afzal Siddiqui : « The Real Lesson of Sweden’s Laissez-Faire COVID-19 Response », selon laquelle l'affirmation de Smil concernant l'immigration serait sans fondement. La publication du IEEE Spectrum a été modifiée le 1er mars "to more clearly describe Swedish immigration statistics and competing theories about their effect on COVID-19 infection rates."[Traduire passage]  L'analyse ne fait plus référence au commentaire de Vaclav Smil.

## Lecteur
Parmi les lecteurs des livres de Vaclav Smil se trouve Bill Gates, le fondateur de Microsoft qui a lu ses 36 livres,. « J'attends les nouveaux livres de Smil comme certaines personnes attendent le prochain film de Star Wars » disait-il en 2017. « Je serai pour toujours le scientifique de Bill Gates » a dit tristement Vaclav Smil. « C'est un tueur de conneries », déclare David Keith, spécialiste de l'énergie et du climat à l'Université Harvard.

## Vie personnelle
Son épouse Eva est médecin et son fils David est un chimiste spécialisé en synthétique organique. Il vit dans une maison avec une isolation épaisse, cultive une partie de sa propre nourriture et mange de la viande environ une fois par semaine. Il lit entre 60 et 110 livres non techniques par an et tient une liste de tous les livres qu'il a lus depuis 1969. Vaclav Smil « n'aura jamais l'intention d'avoir un téléphone portable » et mène une vie basée sur la « durabilité ». Il est connu pour être « intensément privé », évitant la presse tout en laissant ses livres parler d'eux-mêmes. À l'Université du Manitoba, il ne s'est présenté qu'à une seule réunion du corps professoral (depuis les années 1980). L'université a accepté sa solitude tant qu'il continue à enseigner et à publier des livres très appréciés.

## Prix et distinctions
Il est membre de la Société royale du Canada et récipiendaire du prix de l'Association américaine pour l'avancement des sciences pour la compréhension publique de la science et de la technologie en 2000. En 2009, il est professeur émérite à la Faculté de l'environnement de l'université du Manitoba,. En 2020, il a été nommé dans le Top 100 Public Intellectuals Poll par le magazine Foreign Policy. En 2013, il a été nommé par le gouverneur général du Canada de l'Ordre du Canada, la plus haute distinction civile du pays. Vaclav Smil a été invité en tant que conférencier dans plus de 300 conférences et ateliers aux États-Unis, au Canada, en Europe, en Asie et en Afrique. Il a également donné des conférences dans de nombreuses universités d'Amérique du Nord, d'Europe et d'Asie de l'Est. Vaclav Smil a travaillé comme consultant pour de nombreuses organisations internationales américaines et européennes.

## Œuvres
La liste qui suit a été créée à partir du site de l'auteur.
- 1976 : China's Energy: Achievements, Problems, Prospects, Praeger Publishers, New York, xxi + 246 p.
- 1980 : (en collaboration avec W. E. Knowland) Energy in the Developing World, Oxford University Press, Oxford, 386 p.
- 1982 : (en collaboration avec P. Nachman et T. V. Long, II) Energy Analysis in Agriculture: An Application to U.S. Corn Production, Westview Press, Boulder, xvi + 191 p.
- 1983 : Biomass Energies: Resources, Links, Constraints, Plenum Press (en), New York, xxi + 453 p.
- 1984 : The Bad Earth: Environmental Degradation in China, M.E. Sharpe (en), Armonk, xvi + 245 p.
- 1985 : Carbon Nitrogen Sulfur: Human Interference in Grand Biospheric Cycles, Plenum Press, New York, xv + 459 p.
- 1987 : Energy Food Environment: Realities Myths Options, Oxford University Press, Oxford, ix + 361 p.
- 1988 : Energy in China's Modernization, M.E. Sharpe, Armonk, xiv + 250 p.
- 1991 : General Energetics: Energy in the Biosphere and Civilization, John Wiley, New York, xiii + 369 p.
- 1993 : China's Environment: An Inquiry into the Limits of National Development, M.E. Sharpe, Armonk, xix + 257 p.
- 1993 : Global Ecology: Environmental Change and Social Flexibility, Routledge, Londres, xiii + 240 p.
- 1994 : Energy in World History, Westview Press, Boulder, xviii + 300 p.
- 1998 : Energies: An Illustrated Guide to the Biosphere and Civilization, MIT Press, Cambridge, xi + 217 p.
- 2000 : Feeding the World: A Challenge for the 21st Century, MIT Press, Cambridge, xxviii + 360 p.
- 2000 : Cycles of Life: Civilization and the Biosphere, Scientific American Library, New York, x + 221 p.
- 2001 : Enriching the Earth: Fritz Haber, Carl Bosch and the Transformation of World Food Production, MIT Press, Cambridge, xvii + 411 p.
- 2002 : The Earth's Biosphere: Evolution, Dynamics and Change, MIT Press, Cambridge, xxviii + 360 p.
- 2004 : China’s Past, China’s Future, RoutledgeCurzon, New York et Londres, xvi + 232 p.
- 2005 : Energy at the Crossroads Global Perspectives and Uncertainties, MIT Press, Cambridge, xiv + 427 p.
- 2005 : Creating the Twentieth Century: Technical Innovations of 1867-1914 and Their Lasting Impact, Oxford University Press, New York, xv + 350 p.
- 2006 : Transforming the Twentieth Century: Technical Innovations and Their Consequences, Oxford University Press, New York, x + 358 p.
- 2008 : Energy in Nature and Society: General Energetics of Complex Systems, MIT Press, Cambridge, xi + 480 p.
- 2008 : Oil: A Beginner's Guide, Oneworld Publishers, Oxford, xiii + 202 p.
- 2008 : Global Catastrophes and Trends: The Next Fifty Years, MIT Press, Cambridge, xi + 307 p.
- 2010 : Why America is Not a New Rome, MIT Press, Cambridge, 322 p.  (ISBN 978-0-262-19593-5)[20]
- 2010 : Energy Myths and Realities: Bringing Science to the Energy Policy Debate The AEI Press, Washington, D.C., 212p.  (ISBN 978-0-8447-4328-8)
- 2010 : Prime Movers of Globalization: The History and Impact of Diesel Engines and Gas Turbines The MIT Press Cambridge, 261 p.  (ISBN 978-0-262-01443-4)
- 2012 : Harvesting the Biosphere; What We Have Taken from Nature The MIT Press  (ISBN 978-0262018562)
- 2013 : Should We Eat Meat? Evolution and Consequences of Modern Carnivory Wiley  (ISBN 978-1118278727)
- 2013 : Made in the USA: The Rise and Retreat of American Manufacturing The MIT Press  (ISBN 978-0262019385)
- 2013 : Making the Modern World: Materials and Dematerialization Wiley  (ISBN 978-1119942535)
- 2015 : Power Density: A Key to Understanding Energy Sources and Uses The MIT Press  (ISBN 9780262029148)
- 2015 : Natural Gas: Fuel for the 21st Century. Wiley  (ISBN 9781119012863)
- 2017 : Energy and Civilization: A History. The MIT Press  (ISBN 9780262035774)
- 2019 : Growth: From Microorganisms to Megacities. The MIT Press  (ISBN 0262042835)
- 2021 : Grand Transitions : How the Modern World was Made. Oxford University Press  (ISBN 9780190060664)
- 2022 : How the World Really Works: A Scientist's Guide to Our Past, Present and Future. Penguin  (ISBN 9780241454398)
  - Traduction en français : Vaclav Smil, Comment marche vraiment le monde : Le guide scientifique de notre passé, présent et futur, Paris, Cassini, 2024, 368 p. (ISBN 978-2-84225-290-8).

Vaclav Smil a aussi publié un grand nombre d'articles.